# Штикада
Штикада је насељено мјесто у јужној Лици. Припада општини Ловинац, у Личко-сењској жупанији, Република Хрватска.

## Географија
Источно од Штикаде налази се Грачац, на западу се граничи са насељем Ричице, а на југу се налази Језеро Штикада и Велебит. Кроз насеље пролази Личка пруга. Штикада је од Ловинца удаљена 15 км, а од Грачаца 5 км.
Језеро Штикада је акумулационо језеро. Површина језера је приближно 300 хектара, а језеро је насипом одвојено на три дијела. Језеро се пуни водама ријеке Ричице, Отуче и Опсенице.

## Историја
У Другом свјетском рату десио се злочин у Штикади од стране католичког свештенства и усташа. Жупник из Грачаца Морбер је у Штикади скупио српски народ на Штикадским барама да их преведе у католичку вјеру. Умјесто да то учини, он их је са усташама све побио, пушкама, сјекирама, маљевима.
Штикада се од распада Југославије до августа 1995. године налазила у Републици Српској Крајини. До територијалне реорганизације у Хрватској насеље се налазило у саставу бивше велике општине Грачац.

## Духовни живот
У Штикади је сједиште истоимене парохије Српске православне цркве и то треће платежне класе. Та парохија је основана 1892. године, тако што је дотадашња "експ. капеланија" прерасла у њу. Послат је 1891. године за експон. капелана М. Шумоња. Дозвољено је 1893. године да се ту формира и самостална црквена општина. Администратор те парохије био је 1896. године поп Никола Мајсторовић.
Парохија Штикада припада Архијерејском намјесништву личком у саставу Епархије Горњокарловачке. У Штикади је постојао храм Српске православне цркве Св. апостола Петра и Павла, саграђен 1905. године, а срушен у Другом свјетском рату. Административни одбор епархије одобрио је још 23. фебруара 1894. године да месна црквена општина може да гради нову цркву уз парохијски стан, код цесте.
Постојао је и српски православни храм Св. Архангела, по предању још из грчког доба, а срушен такође у Другом свјетском рату. Ту је 1845. године служио поп Милутин Тесла, отац научника Николе. Парохију сачињавају: Коса, Понор, Кривокућа, Чиче, Јакшићи и Дубоки До.

## Становништво
Према попису из 1991, насеље Штикада је имало 545 становника, међу којима је било 475 Срба, 41 Хрват и 19 Југословена. Према попису становништва из 2001. године, Штикада је имала 175 становника. Према попису из 2011. године, Штикада је имала 216 становника.
| Националност       | 1991. | 1981. | 1971. | 1961. |
| Срби               | 475   | 388   | 437   | 481   |
| Хрвати             | 41    | 52    | 78    | 120   |
| Југословени        | 19    | 63    | 31    |       |
| Муслимани          | 2     | 1     |       |       |
| Словенци           |       | 1     |       |       |
| остали и непознато | 8     | 8     | 8     |       |
| Укупно             | 545   | 513   | 554   | 601   |

| Демографија | Демографија | Демографија |
| Година      | Становника  | Становника  |
| ----------- | ----------- | ----------- |
| 1961.       | 601         |             |
| 1971.       | 554         |             |
| 1981.       | 513         |             |
| 1991.       | 545         |             |
| 2001.       | 175         |             |
| 2011.       |             | 216         |

## Попис 1991.
На попису становништва 1991. године, насељено место Штикада је имало 545 становника, следећег националног састава:
| Попис 1991.‍  | Попис 1991.‍  | Попис 1991.‍ | Попис 1991.‍ | Попис 1991.‍ |
| ------------ | ------------ | ----------- | ----------- | ----------- |
|              |              |             |             |             |
| Срби         | Срби         |             | 475         | 87,15%      |
| Хрвати       | Хрвати       |             | 41          | 7,52%       |
| Југословени  | Југословени  |             | 19          | 3,48%       |
| Муслимани    | Муслимани    |             | 2           | 0,36%       |
| Словенци     | Словенци     |             | 2           | 0,36%       |
| Словаци      | Словаци      |             | 1           | 0,18%       |
| Црногорци    | Црногорци    |             | 1           | 0,18%       |
| неопредељени | неопредељени |             | 4           | 0,73%       |
| укупно: 545  |              |             |             |             |

## Познате личности
- Миле Дупор, астролог
- Никола Жутић, генерал-мајор авијације ЈНА